# Arjona (Espagne)
Pour les articles homonymes, voir Arjona (homonymie).
Arjona est une commune située dans la province de Jaén de la communauté autonome d'Andalousie en Espagne.

## Administration
| Période                                  | Période | Identité | Étiquette | Qualité |
| ---------------------------------------- | ------- | -------- | --------- | ------- |
| N/A                                      | N/A     | N/A      | N/A       | Maire   |
| Les données manquantes sont à compléter. |         |          |           |         |

## Personnalités liées à la commune
- Mohammed ben Nazar (1194 -1273), fondateur de la dynastie des Nasrides. Il conquiert Grenade en 1238 et y fonde l'émirat de Grenade, dernier État musulman d'Al-Andalus